# 佐伯郵便局 (大分県)
佐伯郵便局（さいきゆうびんきょく）は、大分県佐伯市にある郵便局。民営化前の分類では集配普通郵便局であった。

## 概要

### 分室
分室はなし。過去に存在した分室は以下のとおり。
- 貯蓄分室 - 1950年（昭和25年）に廃止。

## 沿革
- 1872年8月4日（明治5年7月1日） - 佐伯郵便取扱所として開設[1]。
- 1873年（明治6年） - 佐伯郵便役所となる。
- 1875年（明治8年）1月1日 - 佐伯郵便局（四等）となる。同年11月、為替取扱を開始。
- 1878年（明治11年）2月 - 貯金取扱を開始。
- 1892年（明治25年）3月1日 - 佐伯郵便電信局となる。
- 1903年（明治36年）4月1日 - 通信官署官制の施行に伴い佐伯郵便局となる。
- 1950年（昭和25年）3月28日 - 貯蓄分室を廃止[2]。
- 1954年（昭和29年）11月15日 - 佐伯市字大田中から同市字中村に移転。
- 1956年（昭和31年）10月11日 - 電話通話および和文電報受付事務の取扱を開始。
- 1978年（昭和53年）12月9日 - 佐伯野岡簡易郵便局の廃止に伴い、取扱事務を承継。
- 1984年（昭和59年）2月20日 - 佐伯市中村南町から同市中村東町に移転。
- 1991年（平成3年）10月1日 - 外国通貨の両替および旅行小切手の売買に関する業務取扱を開始。
- 2003年（平成15年）3月9日 - 木立郵便局、下堅田郵便局、海崎郵便局から集配業務を移管。
- 2006年（平成18年）10月8日 - 弥生郵便局、鶴見郵便局、米水津郵便局から集配業務を移管[3]。
- 2007年（平成19年）10月1日 - 民営化に伴い、併設された郵便事業佐伯支店に一部業務を移管。
- 2012年（平成24年）10月1日 - 日本郵便株式会社発足に伴い、郵便事業佐伯支店を佐伯郵便局に統合。
- 2015年（平成27年）8月23日 - 本匠郵便局から「876-02xx」区域の集配業務を移管。

## 取扱内容
- 郵便、印紙、ゆうパック、内容証明
- 貯金、為替、振替、振込、国際送金、国債、投資信託
- 生命保険、バイク自賠責保険、自動車保険、がん保険、引受条件緩和型医療保険
- ゆうちょ銀行ATM
- 佐伯市内の一部地域の集配業務
- ゆうゆう窓口

## 周辺
- 佐伯市役所
- 佐伯警察署
- 大分県立佐伯鶴城高等学校
- 佐伯市立鶴谷中学校
- 国道217号

## アクセス
- JR日豊本線 佐伯駅から南へ約1.5km（徒歩約17分）
- 大分バス 中央通り二丁目停留所下車
- 東九州自動車道 佐伯ICから東へ約5.5km
- 駐車場あり：19台